# 비어 고든 차일드
비어 고든 차일드(Vere Gordon Childe, 1892년 4월 14일~1957년 10월 19일)는 오스트레일리아의 언어학자로 이후에 고고학을 전공하게 되는 인물이다. 스카라 브라에의 신석기 유적을 영국의 스콧틀랜드의 오크니 제도에서 발견과 선사 시대에 대한 마르크스주의적 사관으로 명성을 날렸다. 그는 또한 '신석기 혁명'과 '도시 혁명'이라는 용어를 만들어 냈다. 그는 유럽과 범세계적인 선사 시대 이론 개발의 선구자적인 역할인 위대한 고고학자였다.

## 생애
차일드는 1892년 뉴사우스웨일스주의 시드니에서 태어났다. 그는 시드니 처치 오브 잉글랜드 그래머 스쿨(Sydney Church of England Grammar School)과 시드니 대학을 졸업했다. 1914년 졸업을 하고, 학사학위를 따면서, 그는 영국으로 건너가 옥스포드 대학에 있는 퀸즈 칼리지에 입학을 하여 1917년 학사 학위를 딴다. 다시 오스트레일리아로 돌아가, 정치인 존 스토리의 개인 비서가 되었다. 그는 이후 뉴사우스웨일스주의 수상이 되는 인물이었다. 1923년에 펴낸 《How Labour Governs》은 이 때의 경험이 토대가 되었다. 1921년 스토리의 갑작스런 죽음으로, 차일드는 정치계를 떠났고, 런던으로 이주해 왕립 인류학 연구소의 소장을 맡아 유럽을 여행하였다.
1925년 펴낸 그의 저서 《유럽 문명의 여명》(The Dawn of European Civilisation)은 그의 인지도를 높여주었고, 그는 이어 다른 고고학에 관한 책을 저술하게 된다.

## 저서
- How Labour Governs (1923) - e-text
- The Dawn of European Civilization (1925)
- The Aryans: A Study of Indo-European Origins (1926)
- The Danube in Prehistory (1929)
- The Bronze Age (1930)
- The Forest Cultures of Northern Europe: A Study in Evolution and Diffusion (1931)
- The Continental Affinities of British Neolithic Pottery (1932)
- Neolithic Settlement in the West of Scotland (1934)
- New Light on the Most Ancient East (1935)
- Prehistory of Scotland (1935)
- Man Makes Himself (1936, slightly revised 1941, 1951)
- Prehistoric communities of the British Isles (1940, 2nd edition 1947)
- What Happened in History (1942)
- The Story of Tools (1944)
- Progress and Archaeology (1944, 1945)
- History (1947)
- Social Worlds of Knowledge (1949)
- Social Evolution (1951)
- Illustrated Guide to Ancient Monuments: Vol. VI Scotland (1952)
- The Constitution of Archaeology as a Science (1953)
- Society and Knowledge (1956)
- Piecing Together the Past: The Interpretation of Archeological Data (1956)